# Юлия Флавия
Юлия Флавия (лат. Iulia Flavia) — представительница династии Флавиев.
Дочь императора Тита и Марции Фурниллы. Её родители развелись вскоре после её рождения. В 79 году отец Юлии стал императором. Тит имел намерение выдать замуж Юлию за своего брата Домициана, однако тот отказался.
В 81 году она стала женой Тита Флавия Сабина, консула 82 года. В 82 году супруг Юлии был казнен. Вслед за этим она стала любовницей Домициана, в то время уже императора.

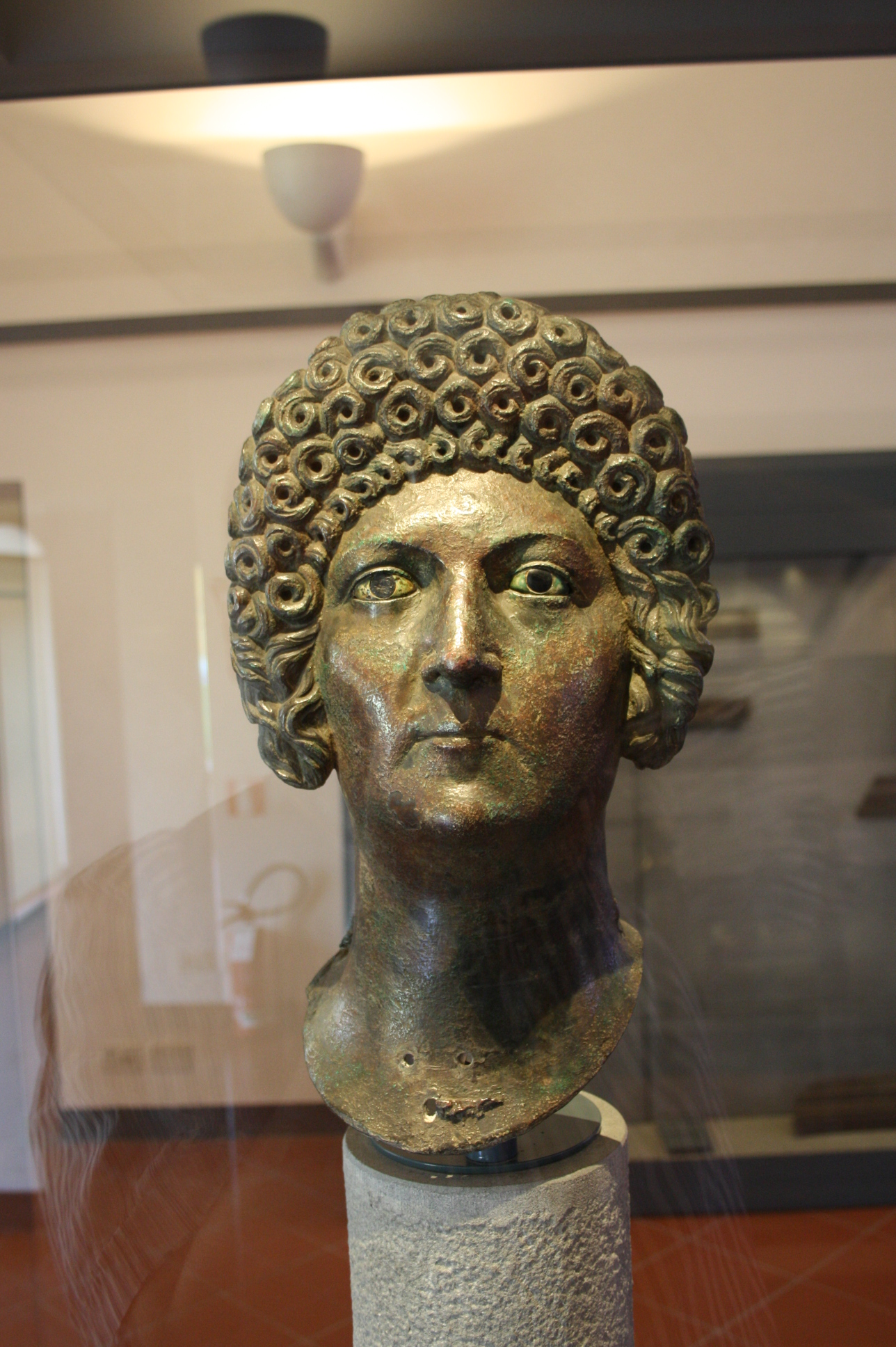
Бюст Юлии Флавии

После того, как в 83 году жену Домициана Домицию Лонгину по обвинению в прелюбодеянии отправили в ссылку, Юлия стала жить с Домицианом. Она имела значительное влияние на императора. В 84 году Юлия спасла от казни Луция Юлия Урса, который стал консулом-суффектом. Тогда она получила титул Августы.
После возвращения Домиции Лонгины к Домициану, связь Юлии Флавии с государем не прекратилась. В 91 году Домициан заставил Юлию сделать аборт, в результате чего та скончалась. Она была похоронена в храме рода Флавиев. Когда в 96 году Домициан был убит, его прах был смешан с прахом Юлии.